# Armylaena testacea
Armylaena testacea är en skalbaggsart som först beskrevs av Jordan 1906.  Armylaena testacea ingår i släktet Armylaena och familjen långhorningar. Inga underarter finns listade.